# ペルージャの多翼祭壇画

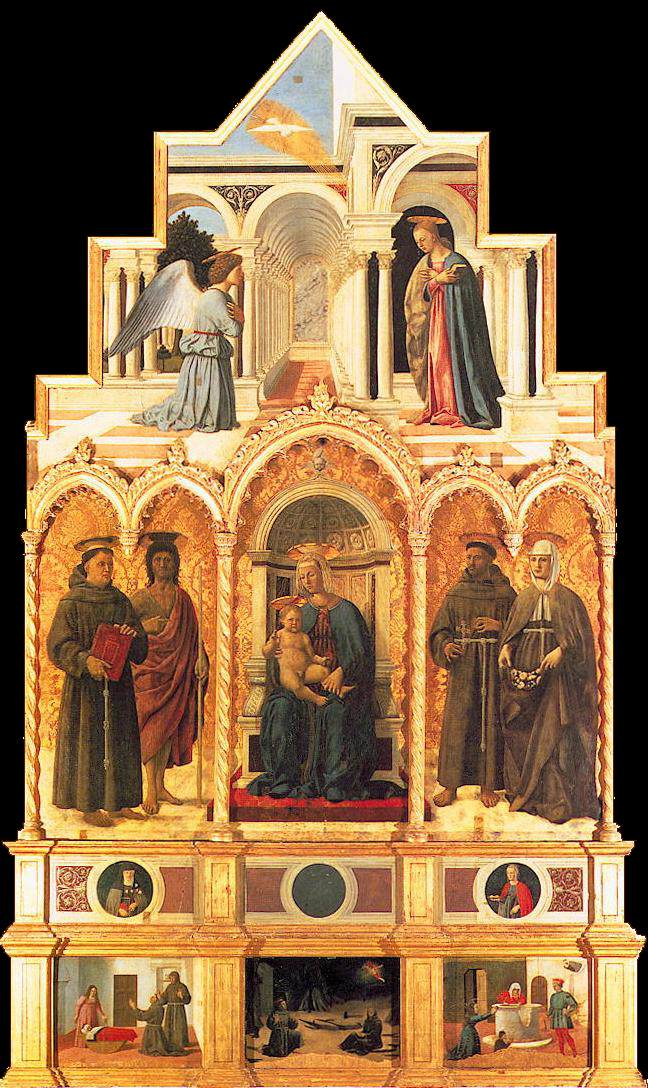
『ペルージャの多翼祭壇画』(1470年頃)、板に油彩とテンペラ、338 cm X 230 cm、ウンブリア国立絵画館、ペルージャ

『ペルージャの多翼祭壇画』（ペルージャのたよくさいだんが、または『聖アントニウスの多翼祭壇画』としても知られている、伊: Polittico di Sant'Antonio, 英: Polyptych of Perugia）は、1470年頃に完成した、イタリアのルネサンス期の巨匠ピエロ・デッラ・フランチェスカ による多翼祭壇画である。イタリアのペルージャにあるウンブリア国立絵画館に所蔵されている。

## 概要
この作品は、ペルージャにあるサン・タントニオ・ダ・パドヴァ教会の新しいフランシスコ会修道院のために制作された。おそらくピエロがローマに滞在してから数年後のことだと思われる。中央部に幼子イエスとともに即位している聖母マリアを描いており、左側にパドヴァの聖アントニウスと洗礼者ヨハネ、右側に聖フランチェスコとハンガリーの聖エリザベスが並んでいる。最上部には受胎告知がある。裾絵 (プレデッラ) の上部には聖クレアと聖ルチアが描かれ、下部にはフランシスコ会の主要な聖人の奇跡の物語が描かれている。
多翼祭壇画の中央部分は、額縁の構成と金地の背景の両方で、まだ古風な形式を表している。実際、ピエロ・デッラ・フランチェスカは、地元の画家によってすでに着手されていた作品を完成させるために呼び出されたのである 。人物は印象的なほどがっしりとしており、全身像である。図像学的なリアリズムは革新的であり、聖母が座っている壁龕の玉座の遠近法は、細かな注意を払って制作されている 。質的に劣るのはプレデッラの作品で、これは実際には弟子の手によるものである。より革新的で典型的なピエロの様式は、明るい回廊に設置された受胎告知の場面であり、その現実と見まがうような情景は、ルネサンス芸術の最も優れた遠近法的描写の1つと見なされている 。